# سييد (فلم 2007)
بذرة (بالإنجليزية: Seed) هو فيلم رعب تم إنتاجه في كندا وصدر سنة 2007، من بطولة مايكل باري، ويل ساندرسون وجوديل فيرلاند.

## القصة
رجل تم دفنه على قيد الحياة يخرج وينطلق للانتقام من الذين كانوا السبب في دفنه.

## الميزانية والإيرادات
كلّف الفيلم عشرة ملايين دولار أمريكي.

## وصلات خارجية
- سييد على موقع IMDb (الإنجليزية)
- سييد على موقع روتن توميتوز (الإنجليزية)
- سييد على موقع نتفليكس (الإنجليزية)
- سييد على موقع ألو سيني (الفرنسية)
- سييد على موقع Turner Classic Movies (الإنجليزية)
- سييد على موقع أول موفي (الإنجليزية)
- سييد على موقع فيلمافينيتي (الإسبانية)
- سييد على موقع قاعدة بيانات الأفلام السويدية (السويدية)
- سييد على موقع قاعدة بيانات الفيلم (الإنجليزية)
- سييد على موقع ليتربوكسد (الإنجليزية)

- بذرة على IMDb
- بذرة على Rotten Tomatos